# Курбський Ян-Борис Дмитрович
Ян-Борис Дмитрович Курбський (†1672 р.) — державний діяч Великого князівства Литовського, підстолій, підкоморій і писар упітський.

## Життєпис
Молодший (другий) син підкоморія упітського, князя Дмитра Андрійовича Курбського (*1582—†1649), від першого шлюбу з Ядвігою Янівною Гружевською.
Був одружений з Христиною Заранковною Гробовською (пом. 1673).
У липні 1637 року Ян отримав від свого батька Дмитра Курбського фільварок Борклани, який він записав свою дружину в жовтні 1640 роки за борг в 4000 коп литовських грошей. Як і його старший брат Андрій, Ян Курбський брав участь в різних військових кампаніях Речі Посполитої.
У листопаді 1639 року на нього було записано володіння в Боркладах і право розпоряджатися ним у сумі не більше 4 тисяч коп. Між 1639 р. і 1646 р. Ян Курбський отримав посаду підкоморія упітського, у 1647 році був призначений підстолієм упітським. Пізніше він став гродським писарем упітським.
У березні 1658 року Я. Д. Курбський і його дружина К. Гробовська отримали підтвердження на ленні володіння Борклани (Боклани), Гатішки та Статішки з сумою в 4000 коп литовських грошей. До 1660 р. Ян разом з дружиною придбали маєток Митов у Вількомирському повіті. У разі смерті Яна половина Кричинина і половина Рогова повинні були перейти до його дружини.
У 1661 році Ян Курбський і його дружина отримали підтвердження на упітський маєток з «правом ленним вічним» — половину Кричинина і маєток Борклани з селами Борклани, Довкнюни, Юсішки, Стасішки, Петрішки, Залишки, з половиною села Межюр на суму 15 000 злотих. Старший брат Андрій Курбський, який вважав Кричинин своїм єдиновладним володінням, виступив проти і написав звернення до упітської шляхти, наполягаючи, що ленний маєток Курбських неподільне і молодший брат не має право записувати дружині його частину. Суперечка між братами Андрієм і Яном Курбського тривала, але жодній зі сторін не вдалося отримати перевагу.
Після смерті свого старшого брата Андрія Ян Курбський 1 лютого 1669 р. за підтримки воєводи смоленського Єжи Шумланського зайняв весь Кричинин і завдав шкоди господарству своєї вдови-невістки. Повітовий суд 13 березня того ж року виніс постанову про передачу маєтку Яну Курбскому. 2 жовтня 1669 року польський король Михайло Корибут Вишневецький в своєму привілеї закріпив право Яна Курбського та його нащадків на родовий маєток Кричинин.
Між Яном Курбським і Цецилією Гедройц (вдовою його старшого брата Андрія) почався судовий процес за право володіння Кричинином. У лютому 1672 року Ян Курбський продав родовий маєток Кричинин разом з Боркланамі за 50 тисяч злотих воєводі смоленському, князю Григорію Казимиру Подберезькому. У березні того ж року королівський суд прийняв декрет про відхилення претензій Цецилії Гедройц на нерухомість, але з приписом виплатити їй 8 тисяч злотих. У квітні-липні 1672 р. угода Курбського з Подберезьким була підтверджена згодою короля на продаж.
29 червня 1672 року Ян Дмитрович Курбський склав заповіт. Як писар упітський він просив поховати його без «світської помпи», залишив дружині всю суму (17 тис. злотих) на маєтку Мущниках і 10 з 30 тисяч злотих на Криничині. Після смерті дружини Ян Курбський заповів передати 4000 злотих своїм далеким родичам, а залишок роздати слугам за їх службу. Опікунами своєї дружини Ян Курбський призначив двоюрідного брата, тивуна Великих Дірвян і хорунжого жмудського Яна Гружевського, і стольника берестейського Павла Горбовського.
Після смерті Яна Курбського його вдова Христина заповіла залишок маєтків Католицькій Церкві та далеким родичам.